# Arctornis gymnophleps
Arctornis gymnophleps är en fjärilsart som beskrevs av Collenette 1938. Arctornis gymnophleps ingår i släktet Arctornis och familjen tofsspinnare. Inga underarter finns listade i Catalogue of Life.